# 코메리칸의 낮과 밤
"코메리칸의 낮과 밤"은 한국에서 제작된 홍의봉 감독의 1977년 영화이다. 윤여정 등이 주연으로 출연하였고 한갑진 등이 제작에 참여하였다.

## 출연

### 주연
- 윤여정
- 강대희
- 한지일

## 기타
- 원작자: 김영태
- 조명: 김동포